# Indiopius saigonensis
Indiopius saigonensis är en stekelart som beskrevs av Fischer 1966. Indiopius saigonensis ingår i släktet Indiopius och familjen bracksteklar. Inga underarter finns listade i Catalogue of Life.